# Rio de Janeiro (Bundesstaat)
Rio de Janeiro (amtlich portugiesisch Estado do Rio de Janeiro) ist ein Bundesstaat in der Südostregion von Brasilien. Die Hauptstadt heißt ebenfalls Rio de Janeiro und ist der zentrale Ausgangspunkt der Metropolregion Rio de Janeiro. Die Bewohner des Bundesstaates werden als Fluminenses bezeichnet, während sich die Bewohner der Hauptstadt Cariocas nennen.
Gouverneur war seit 1. Januar 2019 Wilson Witzel vom rechtsreligiösen Partido Social Cristão (PSC). Am 28. August 2020 wurde er wegen des Verdachts der Korruption amtsenthoben. Sein Amt übernahm interimistisch Vizegouverneur Cláudio Castro, ebenfalls PSC, seit 1. Mai 2021 ist Castro offiziell Gouverneur.

## Geographie

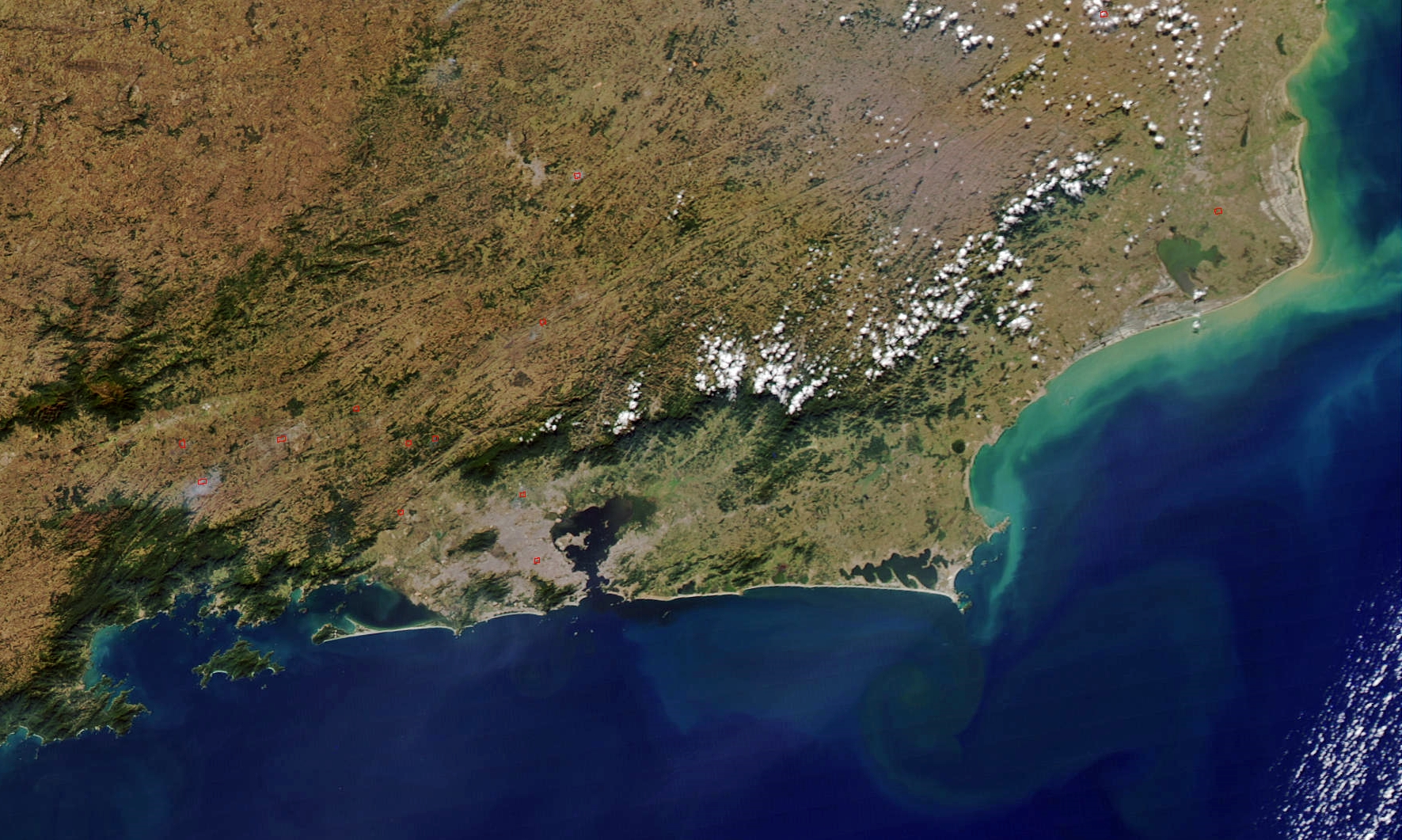
Satellitenbild des Landes

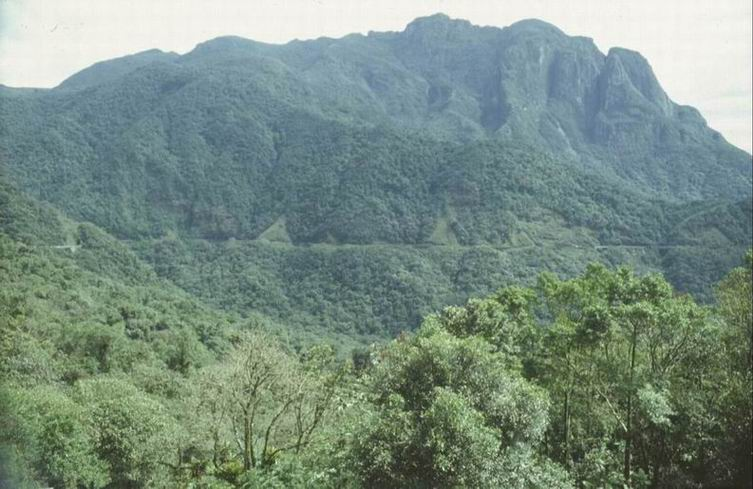
Mata Atlântica mit Gebirgszug

Mit einer Fläche von nur rund 43.750,4 km² (Stand 2018) gehört Rio de Janeiro zu den kleineren Staaten Brasiliens und ist in etwa so groß wie Dänemark und etwas kleiner als das deutsche Bundesland Niedersachsen. Es ist mit 17.264.943 Einwohnern, geschätzt zum 1. Juli 2019, der drittbevölkerungsreichste Bundesstaat nach São Paulo und Minas Gerais. Die Einwohnerdichte beträgt etwa 365 EW/km².
Die höchste Erhebung des überwiegend bergigen Bundesstaates ist der Pico das Agulhas Negras in der Serra da Mantiqueira mit 2.789 m. Die wichtigsten Flüsse sind der Paraíba do Sul, Macaé, Muriaé, Piraí und der Rio Grande. Das größte Binnengewässer ist mit einer Fläche von 220 km² die Laguna de Araruama, im Osten des Bundesstaates. Er hat mit etwa 635 km Ausdehnung am Südatlantik die drittgrößte Küstenlänge nach den Küsten von Bahia (rund 1183 km) und Maranhão (rund 640 km). Die Küstenregion wird Baixada Fluminense genannt und bildet mit der sich anschließenden Baixada Santista im Bundesstaat São Paulo die Region Costa Verde.
Der Bundesstaat grenzt (von Südwesten im Uhrzeigersinn) an die Bundesstaaten São Paulo, Minas Gerais und Espírito Santo, die zusammen die statistische Großregion Região Sudeste bilden.
Die Hauptstadt und größte Stadt ist Rio de Janeiro. Ihre Nachbarstadt Niterói war bis 1975 die Hauptstadt des Bundesstaates und ist mit ca. 500.000 Einwohnern dessen fünftgrößte Stadt. Zwischen beiden Städten verläuft die 1974 gebaute, 14 km lange und die Bucht von Guanabara überquerende Rio-Niterói-Brücke.
Entsprechend ihrer wirtschaftlichen Bedeutung sind die nächstwichtigen Städte des Bundesstaates Rio de Janeiro, in alphabetischer Reihenfolge:
Angra dos Reis, Araruama, Arraial do Cabo, Barra Mansa, Búzios, Cabo Frio, Campos, Duque de Caxias, Macaé, Mauá, Nova Friburgo, Nova Iguaçu, Paraty, Petrópolis, Rio das Ostras, São Gonçalo, Saquarema, Teresópolis und Volta Redonda.

## Geschichte
Der Bundesstaat Rio de Janeiro hat seinen Ursprung in der nach der Unabhängigkeit Brasiliens 1822 gegründeten kaiserlichen Provinz Rio de Janeiro. Die Stadt Rio de Janeiro war sowohl die Kapitale der Provinz wie auch die des Kaiserreichs. Um ihrer Hauptstadtfunktion gerecht zu werden, ist die Stadt im Jahr 1834 als „neutrale Stadt“ (Município Neutro) administrativ von ihrem provinziellen Umland abgetrennt worden, worauf Stadt und Provinz von nun an zwei Gebietskörperschaften mit gleichen Namen darstellten. Neue Hauptstadt der Provinz wurde Niterói. Nach dem Ende des Kaiserreichs und der Proklamation der Republik 1889 ist die Provinz in einen Bundesstaat eingerichtet worden. Seine Hauptstadt wurde 1894 von Niterói nach Petrópolis verlegt, nur um 1903 wieder nach Niterói zurückverlegt zu werden.
Mit dem Ergänzungsgesetz Lei complementar número 20 vom 1. Juli 1974 hat die brasilianische Militärregierung unter Präsident Ernesto Geisel die Wiedervereinigung des Bundesstaates Rio de Janeiro mit dem Stadtstaat von Rio de Janeiro verfügt, der seit 1960 als Bundesstaat Guanabara bestanden hat. Das Gesetz ist am 15. März 1975 wirksam geworden, worauf der heutige Bundesstaat entstand, dessen Hauptstadt nun wieder Rio de Janeiro ist.

## Politik

### Exekutive

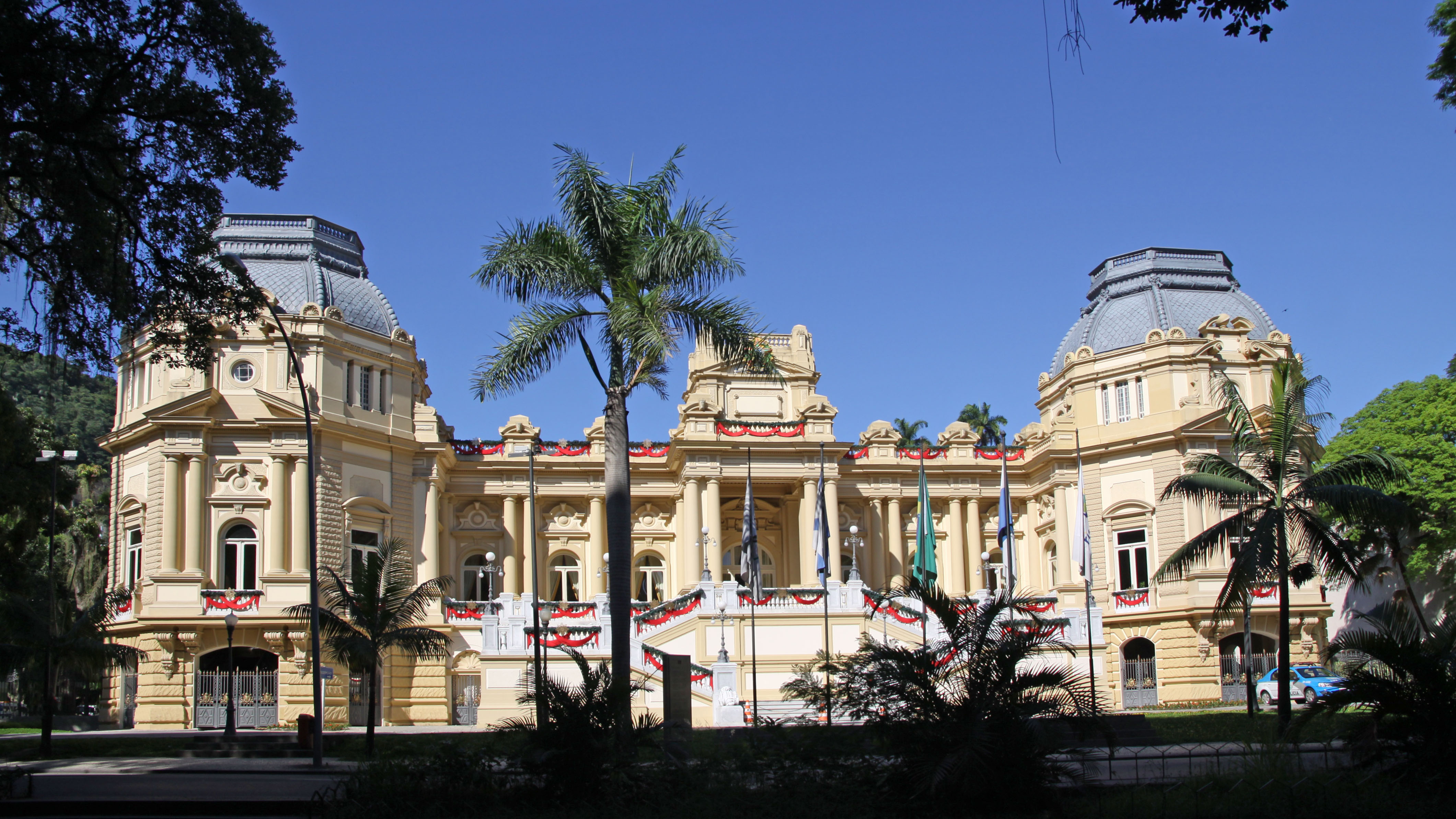
Palácio Guanabara, Sitz des Gouverneurs

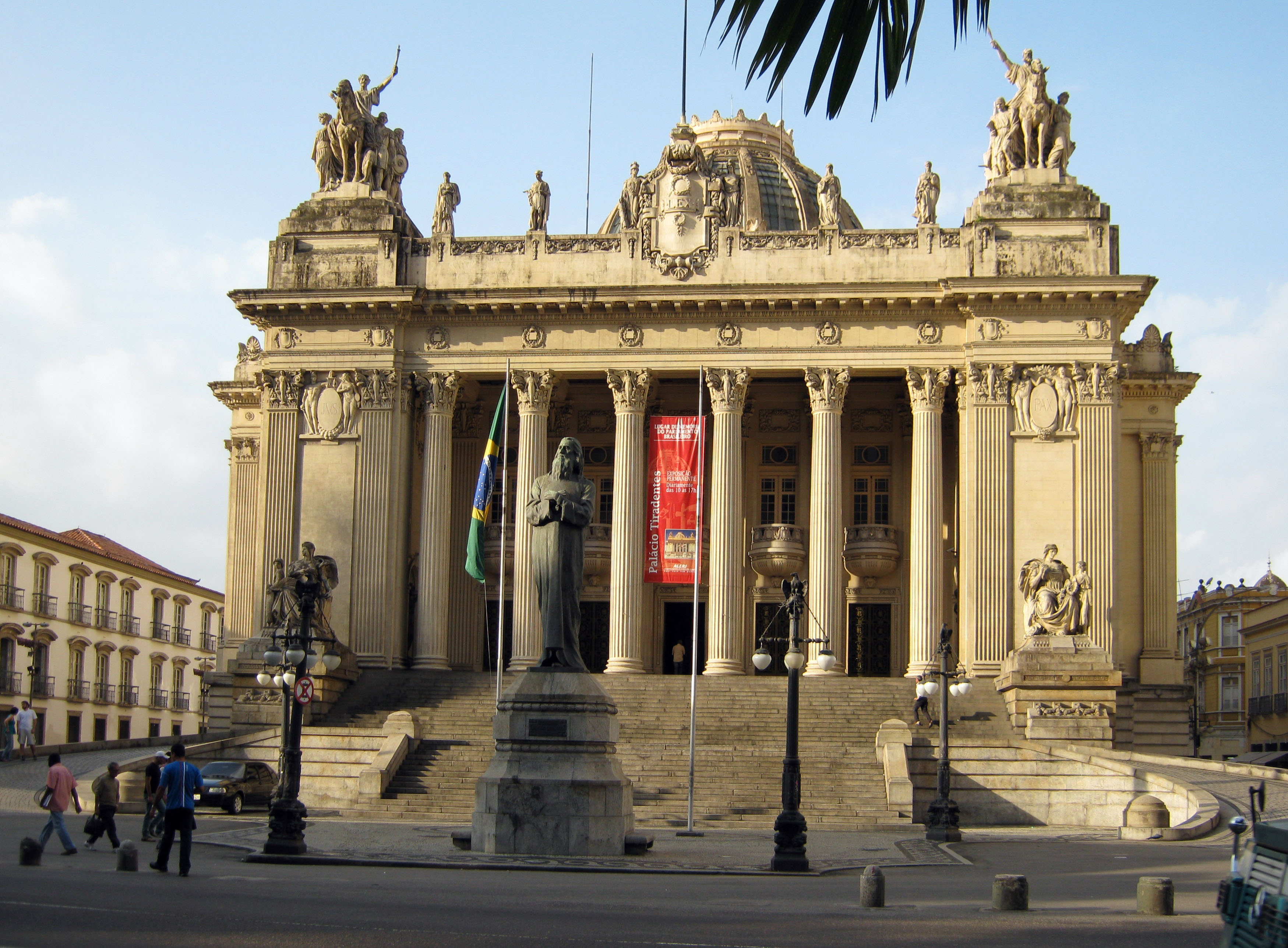
Palácio Tiradentes, Sitz der Legislativversammlung

Sitz der Regierung ist der Palácio Guanabara. 
Der Teilstaat wird im Bundessenat des Nationalkongresses (56. Legislaturperiode) von drei Senatoren vertreten: Arolde de Oliveira (PSD), Flávio Bolsonaro (Republicanos) und dem ehemaligen Fußballspieler Romário (PODE). In die Abgeordnetenkammer des Nationalkongresses wurden 46 Bundesabgeordnete gewählt.
Gouverneure waren seit 1974 in der Übergangszeit von der Militärdiktatur Brasiliens und seit der Sechsten Republik:
- Floriano P. Faria Lima (1974–1979), ernannt
- Antônio Chagas Freitas (1979–1983) PDS, indirekt gewählt
- Leonel Brizola (1983–1987) PDT
- Moreira Franco (1987–1991) PMDB
- Leonel Brizola (1991–1994) PDT
- Nilo Batista (1994–1995) PDT
- Marcello Alencar (1995–1999) PSDB
- Anthony Garotinho (1999–2002) PDT
- Benedita da Silva (2002–2003) PT, Gouverneurin
- Rosinha Garotinho (2003–2007) PSB, Gouverneurin
- Sérgio Cabral Filho (2007–2010) PMDB
- Sérgio Cabral Filho (2011–2014) PMDB
- Luiz Fernando Pezão (2014–2016) PMDB
- Francisco Dornelles (März–Oktober 2016, interimistisch) PP
- Luiz Fernando Pezão (2016–2018) PMDB
- Wilson Witzel (2019–2020) PSC
- Cláudio Castro (2021–) PSC, zuvor ab August 2020 interimistisch

Im November 2016 erklärte der Bundesstaat den finanziellen Notstand, Krankenhäuser und Schulen blieben teils geschlossen und die Polizei arbeitete im Halbstreik, alleine im Januar 2017 wurden 18 Beamte ermordet. Gleichzeitig war der frühere Gouverneur Sérgio Cabral in Untersuchungshaft mit dem Vorwurf, Hunderte von Millionen Dollar veruntreut zu haben.
Im Februar 2018 nannte die Neue Zürcher Zeitung den zu der Zeit amtierenden Gouverneur ein „wandelndes Desaster“: Er gehöre zur Clique von Sérgio Cabral Filho, der den Bundesstaat „um hunderte Millionen Dollar erleichterte“. Der Staatspräsident Brasiliens, Michel Temer, wollte dem Gouverneur die Kontrolle entziehen, stattdessen wurde ihm durch Dekret Nr. 9.288 nur die Kontrolle über den Sicherheitsapparat entzogen, sodass ab Februar 2018 für ein Jahr der Armeegeneral Walter Souza Braga Netto, Militärkommandant des Ostens, die Polizei befehligt. Die Ernennung eines Bundesinterventors ist verfassungsrechtlich umstritten. 

### Legislative
Die aktuell von 2019 bis 2023 laufende 12. Legislativversammlung Assembleia Legislativa do Estado do Rio de Janeiro (ALERJ) besteht aus 70 Abgeordneten. Sie hat ihren Sitz im Palácio Tiradentes im Zentrum der Hauptstadt.

### Judikative
Oberstes Organ der Rechtsprechung einschließlich der staatlichen Militärjustiz ist das Tribunal de Justiça do Estado do Rio de Janeiro (TJERJ), der Gerichtshof des Staates Rio de Janeiro. Präsident für die Zeit von 2017 bis 2018 ist Richter Milton Fernandes de Souza.

## Demografie

### Ethnische Gruppen
Anteile der ethnischen Gruppen nach einer Erhebung von 2009 (aus Gesamtzahl 15.801.000):
| Gruppe                                    | Anteil in % | Anmerkung                                                               |
| ----------------------------------------- | ----------- | ----------------------------------------------------------------------- |
| Brancos (Weiße, Nachfahren von Europäern) | 55,8        | meist portugiesisch-, italienisch-, deutsch-, schweiz-, spanischstämmig |
| Pardos (Mischrassige)                     | 32,6        | meist Mulatten und Mestizen                                             |
| Pretos (Schwarze)                         | 11,1        | meist Bantu- und Yorubastämmige                                         |
| Indigene und Amarelos (Asienstämmige)     | 0,4         |                                                                         |
| ohne Angaben                              | 0,1         |                                                                         |

## Wirtschaft und Landwirtschaft
Der Anteil Rio de Janeiros am brasilianischen Bruttoinlandsprodukt (BIP) lag im Jahr 2011 bei 11,2 %, er ist neben dem von São Paulo der Zweithöchste des Landes. Insgesamt betrug das BIP 462.376 Mio. R$, pro Kopf 28.696 R$ als Dritthöchstes des Landes im Jahr 2011.
Dabei wird der überwiegende Teil (ca. 58 %) im Dienstleistungssektor erwirtschaftet.
Die wichtigsten Industrien sind chemische Industrie, Erdöl- und -gasförderung und Metallindustrie. Der Tourismus spielt eine sehr bedeutende Rolle. Denn insbesondere für ausländische Touristen ist die Stadt Rio de Janeiro Brasiliens populärster Zielort, während der kleine Badeort Armação dos Búzios im Bundesstaat den zweiten, in ganz Brasilien den achten Platz einnimmt.

## Städte

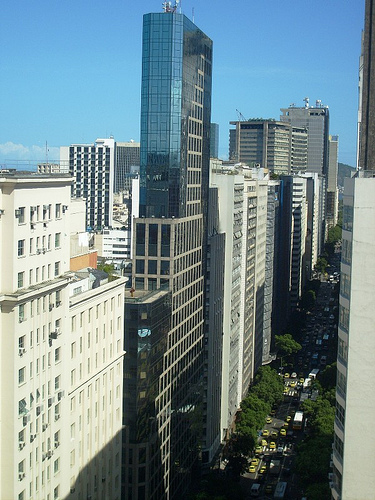
Rio de Janeiro

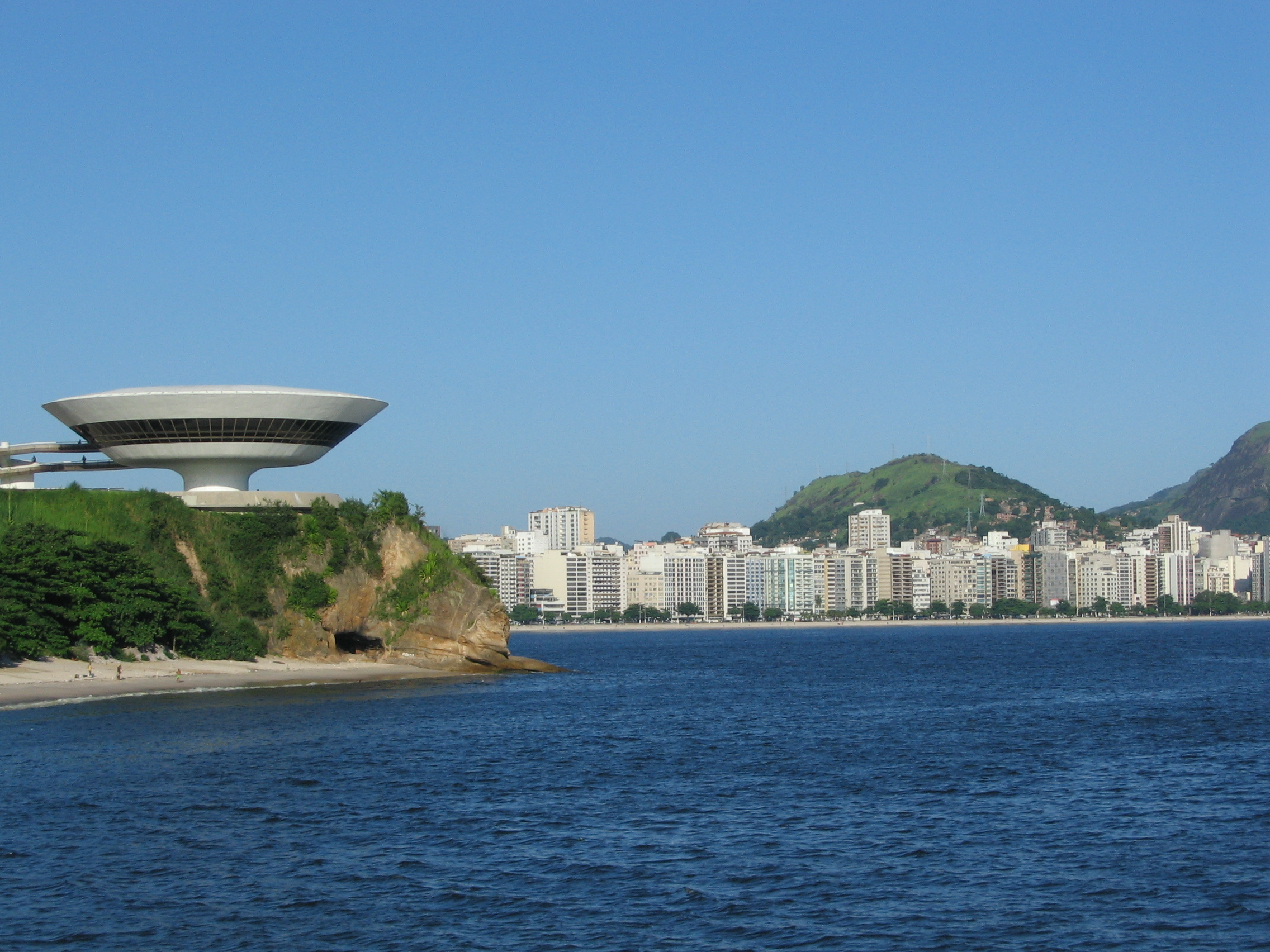
Niterói

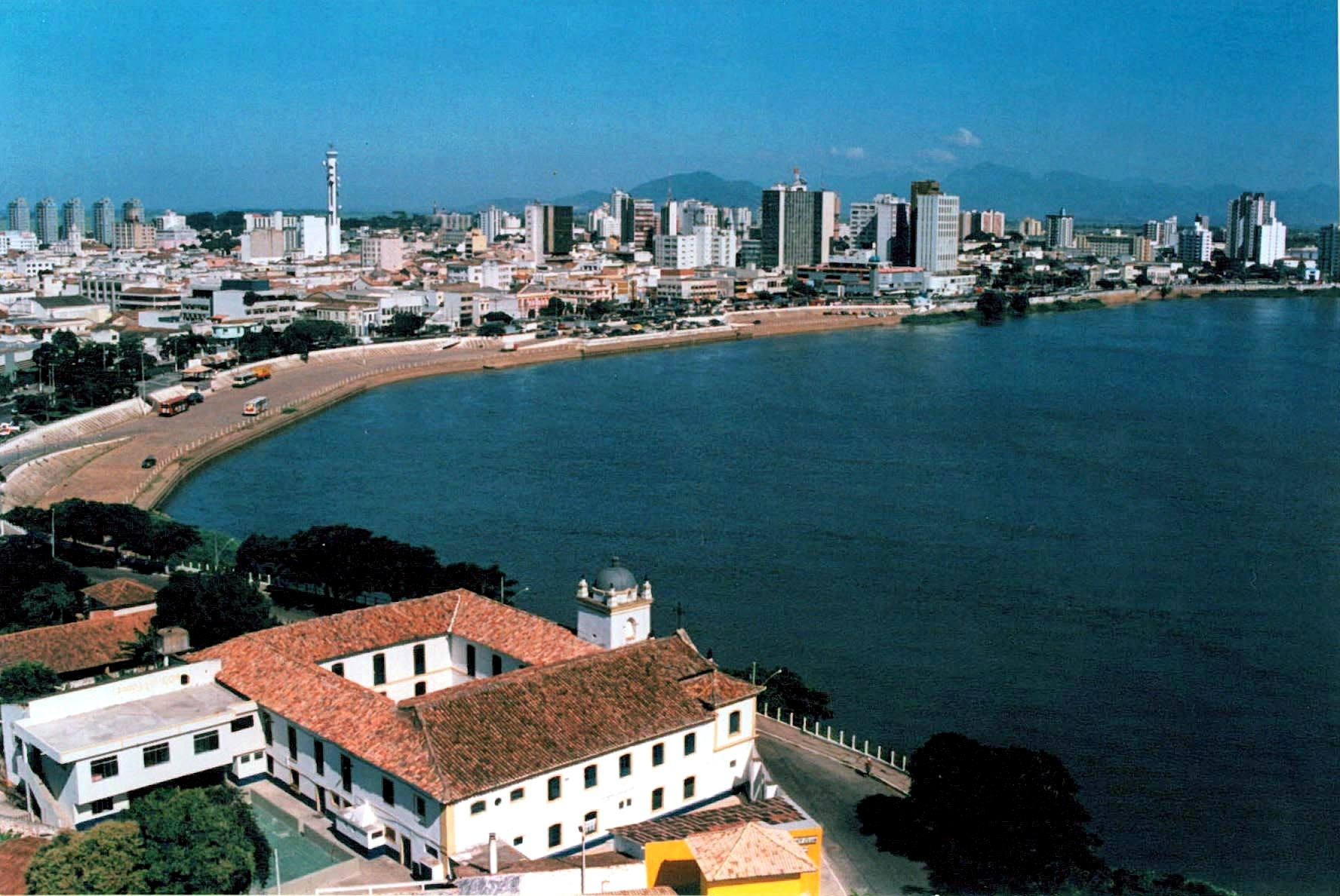
Campos

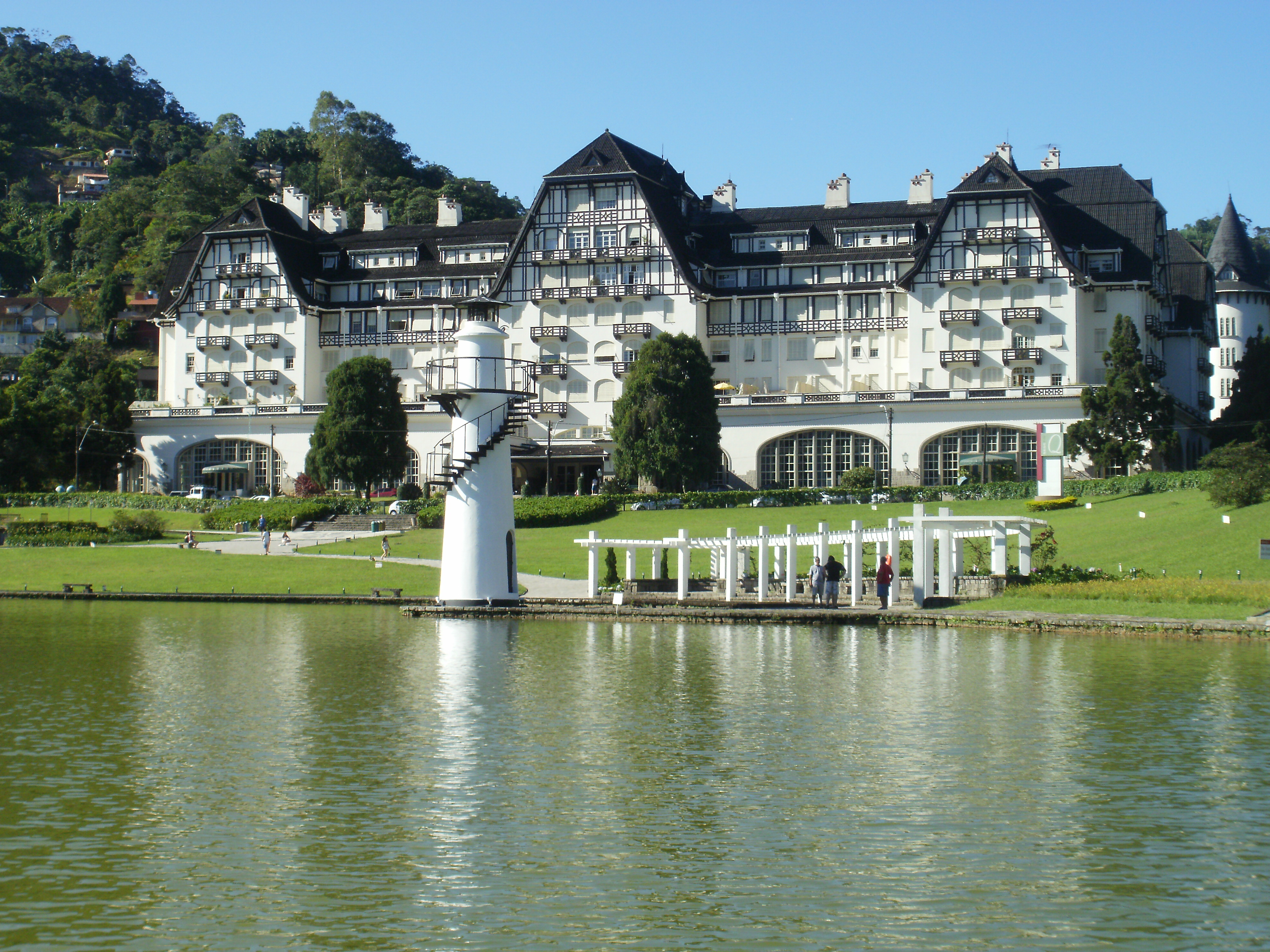
Petrópolis

Städte über 100.000 Einwohner laut Volkszählung 2010 des IBGE mit Schätzungen der Einwohnerzahlen zum 1. Juli 2020.
|         | Gemeinde              | Census 2010               | Schätzung 1. Juli 2020 |
| ------- | --------------------- | ------------------------- | ---------------------- |
| 01      | Rio de Janeiro        | 6.320.446 ▲               | 6.747.815              |
| 02      | São Gonçalo           | 999.728 ▲                 | 1.091.737              |
| 03      | Duque de Caxias       | 855.048 ▲                 | 924.624                |
| 04      | Nova Iguaçu           | 796.257 ▼ (2000: 920.599) | 823.302                |
| 05      | Niterói               | 487.562 ▲                 | 515.317                |
| 06 (7)  | Campos dos Goytacazes | 463.731 ▲                 | 511.168                |
| 07 (6)  | Belford Roxo          | 469.332 ▲                 | 513.118                |
| 08      | São João de Meriti    | 458.673 ▲                 | 472.906                |
| 09      | Petrópolis            | 295.917 ▲                 | 306.678                |
| 10      | Volta Redonda         | 257.803 ▲                 | 273.988                |
| 11 (12) | Magé                  | 227.322 ▲                 | 246.433                |
| 12 (13) | Itaboraí              | 218.008 ▲                 | 242.543                |
| 13 (11) | Macaé                 | 206.728 ▲                 | 261.501                |
| 14      | Cabo Frio             | 186.227 ▲                 | 230.378                |
| 15 (16) | Nova Friburgo         | 182.082 ▲                 | 191.158                |
| 16 (17) | Barra Mansa           | 177.813 ▲                 | 184.833                |
| 17 (15) | Angra dos Reis        | 169.511 ▲                 | 207.044                |
| 18 (19) | Mesquita              | 168.376 ▲                 | 176.569                |
| 19 (18) | Teresópolis           | 163.746 ▲                 | 184.240                |
| 20 (21) | Nilópolis             | 157.425 ▲                 | 162.693                |
| 21 (23) | Queimados             | 137.962 ▲                 | 151.335                |
| 22 (20) | Maricá                | 127.461 ▲                 | 164.504                |
| 23 (24) | Resende               | 119.769 ▲                 | 132.312                |
| 24 (25) | Araruama              | 112.008 ▲                 | 134.293                |
| 25 (24) | Itaguaí               | 109.091 ▲                 | 134.819                |
| 26      | Rio das Ostras        | 105.676 ▲                 | 155.193                |